# Det mindste blad at sætte på en nælde
Det mindste blad at sætte på en nælde er en dansk dokumentarfilm fra 1982 instrueret af Bjørn Tving Stauning.

## Handling
Denne artikel mangler et handlingsreferat. Hjælp os med at skrive det.